# Maria Wedig
Maria Wedig, geb. Maria Schumanski, (* 14. Februar 1984 in Potsdam-Babelsberg) ist eine deutsche Theater- und Fernsehschauspielerin.

## Leben
Nachdem Wedig seit 2001 erste Erfahrungen durch verschiedene Praktika und Mitarbeit an Fernseh- und Theaterproduktionen sammeln konnte, übernahm sie erste kleinere Rollen in Fernsehproduktionen, so 2002 die Rolle der Silvia Lindner in der Fernsehserie Gute Zeiten, schlechte Zeiten. 2006 begann sie ihre Schauspielausbildung an der Schauspielschule Charlottenburg in Berlin.
Von Februar 2008 bis Juli 2009 war sie in der Rolle der Julietta „Juli“ von Altenburg in der Fernsehserie Alles was zählt zu sehen. Nach der Geburt ihrer Tochter zog sie sich zwei Jahre aus der Öffentlichkeit zurück.
Von September 2011 bis zum 13. April 2012 spielte sie die Rolle der Nina Hinze in der Telenovela Anna und die Liebe, in Funktion der Protagonistin der vierten und zugleich letzten Staffel.
Im Februar 2013 wurde der neue McDonald’s-Werbespot vorgestellt, in dem sie ebenfalls zu sehen ist. Im Juni 2014 war sie Hauptdarstellerin im neuen Werbespot für die Google Search App; ab August 2014 war sie im Werbespot eines Cerealienherstellers zu sehen.
Seit Folge 6311 ist Wedig als Nina Klee (gesch. Ahrens) in der RTL-Serie Gute Zeiten, schlechte Zeiten zu sehen.
2008 heiratete sie Sven Wedig, mit dem sie eine Tochter (* 2009) und einen Sohn (* 2023) hat.

## Filmografie
- 2002: Gute Zeiten, schlechte Zeiten
- 2004: Grüne Zeiten, gute Zeiten (Imagefilm)
- 2008–2009: Alles was zählt
- 2011–2012: Anna und die Liebe
- seit 2017: Gute Zeiten, schlechte Zeiten